# Trał przeciwminowy Božena 4

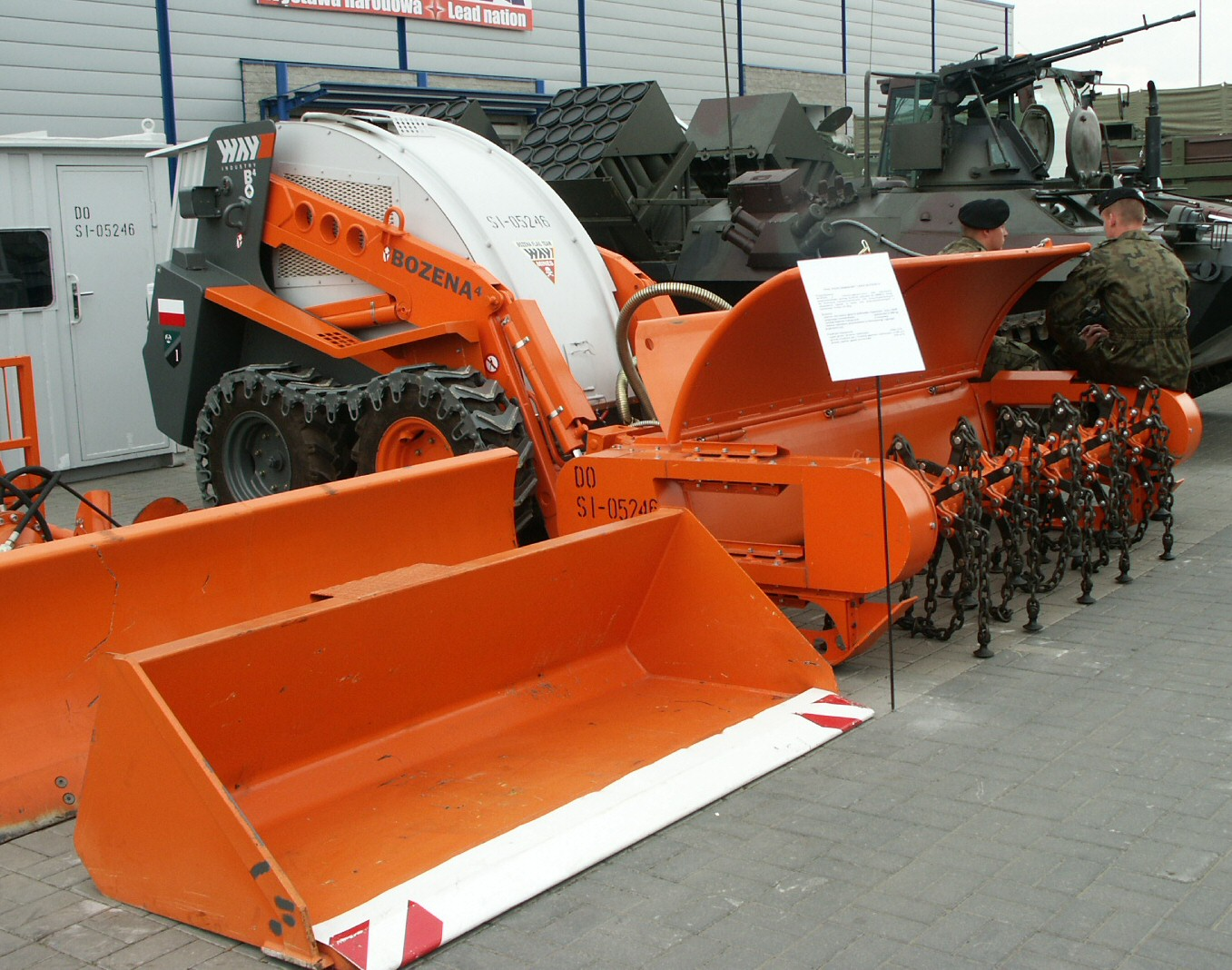
Trał Božena 4

Božena 4 – słowacki trał przeciwminowy.

## Przeznaczenie
Przeznaczony jest do zadań związanych z powierzchniowym oczyszczaniem min przeciwpiechotnych i przeciwpancernych. Może być wykorzystywany do innych prac przy których bezpośrednie przebywanie człowieka jest niebezpieczne. Istnieje możliwość podłączenia innego sprzętu tj: łyżki koparki, widły do palet, widły z uchwytem, łyżki ładowarkowe, wiertła. Sterowanie odbywa się droga radiową z opancerzonej kabiny.

## Zastosowanie
Trały Bożena używane są przez wojsko słowackie. W 2003 roku zdecydowano nabyć dwa zestawy dla Wojska Polskiego na potrzeby kontyngentu w Iraku. 

## Skład systemu
- Zdalnie sterowana główna jednostka napędowa B4 – L 1203 RC – służy jako nośnik dla jednostki trałów.
- Przyczepa transportowa SPP6 – służy do transportu głównej jednostki napędowej B4 – L 1203 RC.
- Jednostka trału (narzędzie robocze) – jest urządzeniem, które uaktywnia lub mechanicznie niszczy miny za pomocą obracających się bijaków zamocowanych na łańcuchach.
- Bijak – służy do powierzchniowego oczyszczania z min.
- Kabina monitorująca dla operatora – jest klimatyzowanym miejscem pracy operatora, z którego steruje on urządzeniem rozminowującym.

Główna jednostka napędowa B4 – L 1203 RC może pracować z następującymi narzędziami roboczymi:
- Szufla bez zębatki
- Szufla zębata
- Szufla do lekkich materiałów
- Szufla kombinowana (DROTT)
- Widły do palet
- Końcówka widłowa z uchwytem
- Łyżka koparki podsiębiernej
- Wciągarka Husky 10 lub wciągarka hydrauliczna RAMSEY RPH 10.

## Parametry techniczne
- Silnik DEUTZ BF 4L613
- Moc silnika; 78 kW
- Prędkość jazdy: 10 km/h
- Całkowita masa maszyny: 5800 kg
- Szerokość pasa rozminowania: 2000 mm
- Głębokość rozminowania: do 250 mm
- Wydajność: do 2500 m²/h
- Zasięg sterowania: do 2000 m